# Lake Vyrnwy
Lake Vyrnwy är ett naturskyddsområde i norra Wales som även omfattar en vattenreservoar, som färdigställdes 1888. Reservoaren, som förser Liverpool med dricksvatten, dränkte byn Llanwddyn och rester av bebyggelsen kan ses vid lågvatten.
I området finns särskilda anordningar för undervisning om naturen och de fågelarter som vistas där.

## Arter
- Orre
- Strandvipa
- Strömstare
- Storskrake
- Svarthakedopping
- Gråärla = Sädesärla
- Stenfalk
- Pilgrimsfalk
- Grå flugsnappare
- Skotsk ripa
- Rödstjärt
- Grönsiska
- Trädpiplärka
- Lövsångare